# 塞尼山
45°15′37″N 6°54′03″E / 45.260162°N 6.900895°E

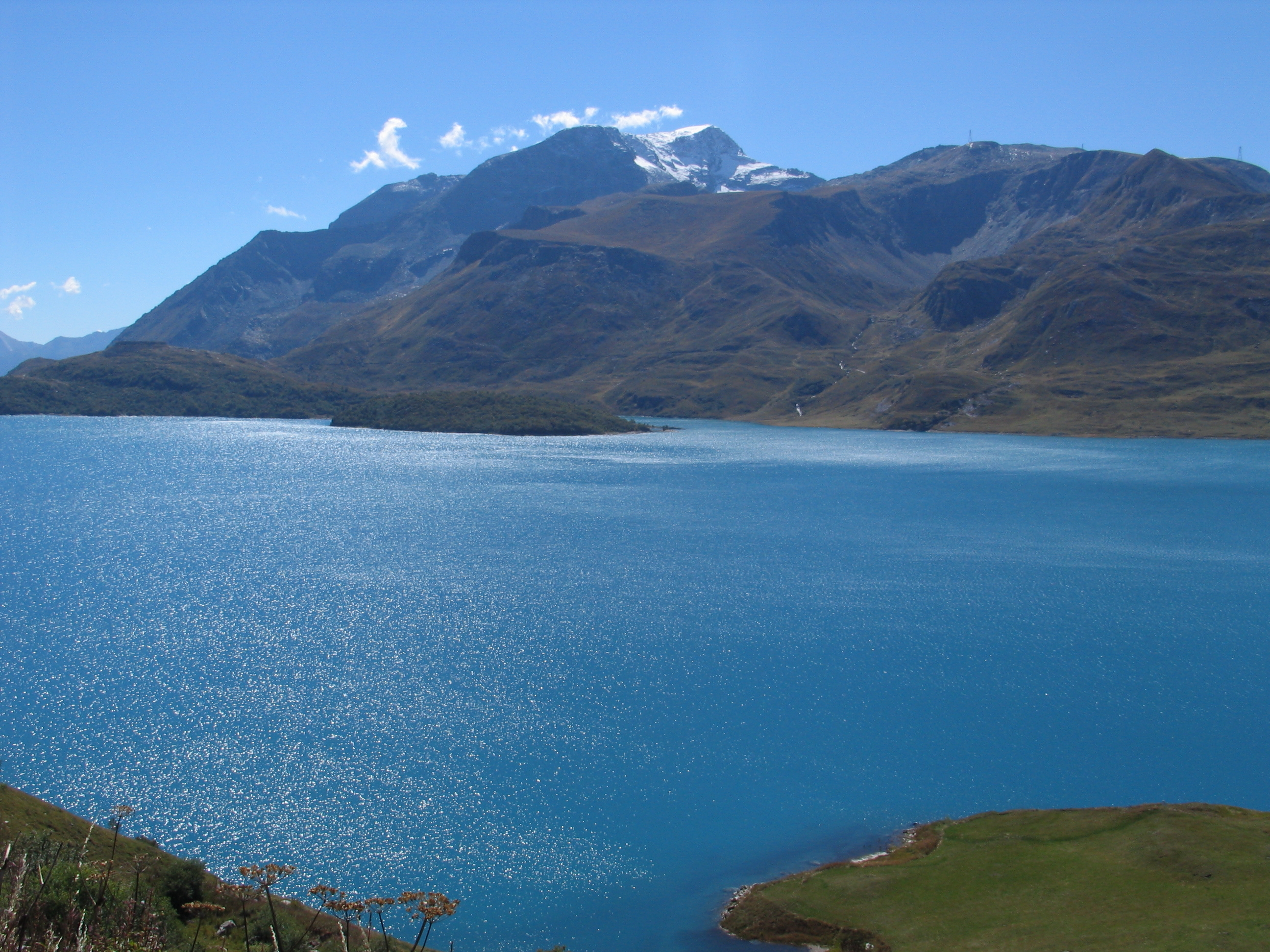

塞尼山（法語：Mont-Cenis）是歐洲的山峰，位於意大利和法國接壤的邊境，由皮埃蒙特大區和奥弗涅-罗讷-阿尔卑斯大区負責管轄，屬於格拉耶山的一部分，海拔高度3,612米。